# Волошин Юрій Володимирович
Волошин Юрій Володимирович (*17 вересня 1963 року, с.Крючки, Балаклійський район, Харківська область, УРСР)— доктор історичних наук, професор, науковець, президент Українського товариства з дослідження вісімнадцятого століття.

## Біографія
Закінчив історичний факультет ПНПУ у 1989 році. Працював учителем історії середньої школи №5м.Полтави. З 1993 працює на кафедрі історії України Полтавського національного педагогічного університету ім.В.Г.Короленка, професор (2012). Стипендіат американської ради наукових товариств (ACLS) (2001 рік), Канадського інституту українських студій (KIUS) Альбертського університету (2005 рік), польського комітету UNESCO (2011 рік).. Тема дисертації: «Розкольницькі слободи на території Північної Гетьманщини у XVIII ст.: історико-демографічний аналіз» (2006). Викладає: вступ до історії, спеціальні історичні дисципліни, українська історіографія, історична демографія Гетьманщини. Викладав у Національному університету «Києво-Могилянська академія» та в Українському католицькому університеті. Неодноразово давав відкриті лекції та презентації з історичної демографії у вишах та наукових закладах. Член редакційної ради часопису «Український гуманітарний огляд» (2010-2013), часопису «Przeszłośc Demograficzna Polski» [Архівовано 5 серпня 2021 у Wayback Machine.] альманаху «Соціум» та журналу "Наукові записки НаУКМА. Історичні науки" [Архівовано 5 серпня 2021 у Wayback Machine.].  Член Наукової ради Національного фонду досліджень України (2018-2020).

## Наукова школа
Довгий час займається підготовкою науковців для вищої школи України, в основному розробляючи тематику, пов'язану із історичною демографією Гетьманщини.
Учні:
- Сердюк Ігор Олександрович (Полкові міста Лівобережної України середини XVIII ст.: історико-демографічний вимір (на прикладі Ніжина, Переяслава й Стародуба), 2010 р.)[7]/ (Дитина й дитинство в Гетьманщині: соціально-історичний та історико-антропологічний виміри, 2018 p.) [Архівовано 5 серпня 2021 у Wayback Machine.].
- Сакало Олександр Євгенійович. (Типологія і структура домогосподарств сільського населення Гетьманщини другої половини XVIII ст.: на прикладі Лубенського полку), 2011 р.)[8]
- Дмитренко Віталій Анатолійович (Матеріали церковного обліку населення Київської та Переяславсько-Бориспільської єпархій як джерело з соціальної історії Гетьманщини XVIII століття), 2011 р)[9].
- Замура Олена Юріївна (Смертність сільського населення Переяславсько-Бориспільської єпархії в середині XVIII ст. (на прикладі сіл Баришівської, Басанської та Бориспільської протопопій), 2013 р.)[10]
- Лахно Віта Іванівна (Українські остарбайтери в Третьому Рейху та Радянському Союзі (1941–1953 рр.): історико-антропологічний аналіз на матеріалах Полтавщини), 2013 р.)[11]
- Бороденко Олена Анатоліївна. (Самотня жінка в сільському соціумі Гетьманщини другої половини XVIII ст.: історико-демографічний аналіз (на прикладі Полтавського полку), 2014 р. )
- Безсмертна Юлія Сергіївна. («Служителі» й «работніки» в полкових містах Гетьманщини 60-х – 70-х рр. XVIII ст.), 2021) [Архівовано 5 серпня 2021 у Wayback Machine.].

## Основні праці
Сфера наукових інтересів — історична антропологія, соціотопографія міст Лівобережної України 18 століття, маргінальні групи та злочинність у цих містах. Автор численних праць, серед яких:
- Українська православна церква в роки нацистської окупації.—Полтава, 1997;
- Ліквідація Української греко-католицької церкви // Визвольний шлях.—Лондон.— 1996— № ;
- Повернення до православ'я на Закарпатті в 1946–1949 рр. // Сучасність. — 1996. — № 9;
- УАПЦ на Полтавщині в роки Другої світової війни // Український церковно-визвольний рух і відродження УАПЦ. — К.,1997;
- «У храмі — не менше 20 хвилин». Православна церква й окупаційний режим на Буковині у 1941–1944 рр. // Людина і світ. — 1998. — № 2;
- Відродження Української Автокефальної Православної Церкви в умовах німецько-фашистської окупації (1941–1943 рр.) // Сучасність. — 1998. — № 6;
- «Самоліквідація» Ужгородської унії (до 50-річчя спроби знищення греко-католицької церкви на Закарпатті) // Людина і світ. — 1999. — № 1;
- Патріарх Мстислав (Скрипник) у світлі архівних документів Другої світової війни // Полтавська Петлюріана. — Полтава, 1999;
- Гавриїл Костельник: три листи до московського патріарха // З архівів ВУЧК-ГПУ-НКВД-КГБ.- 2001. — № 2;
- Розкольницькі слободи на території Північної Гетьманщини у XVIII ст. Іст.-демографічний аспект. — Полтава, 2005. ISBN 966-7653-22-8
- Урядова політика: щодо російських старообрядців на Стародубщині у XVIII ст [Текст] / Ю. В. Волошин // Український історичний журнал. — 2006. — N1. — С. 14-27. — Бібліогр. в кінці ст.
- Місто Полтава в Румянцевському описі Малоросії 1765-1769 рр./ упоряд., вст. ст. і ком. Ю. Волошина – К.: Наш Час, 2012. – 576с.
- Козаки і посполиті: Міська спільнота Полтави другої половини XVIII ст. - Київ: К.І.С., 2016. – 356 с.
- Кримінальна злочинність в Гетьманщині другої половини XVIII ст. (За матеріалами Полтавського гродського суду) // З історії повсякденного життя в Україні. Серія монографічних видань. Повсякдення ранньомодерної України. Історичні студії в 2-х томах. – Т. 1: Практики, казуси та девіації повсякдення. Київ: Інститут історії України НАН України, 2012. – С.287-325.
- Населення домогосподарств і структура родин мешканців Полтави другої половини XVIII ст. (за матеріалами сповідних розписів)// СОЦІУМ. Альманах соціальної історії. Випуск. 10. К.: Інститут історії України, 2013 – С. 31-50.
- Ревізький реєстр слободи Деменка за 1765 рік як джерело вивчення історії сім'ї, домогосподарства та родинних зв'язків у традиційному суспільстві російських старовірів Гетьманщини // Записки Наукового товариства імені Шевченка. Львів, 2013. Т. CCLXV: Праці Історично-філософської секції. - С. 331-378.
- Козацька Феміда. Київ, 2019. - 208 с.
- Парафіяльна спільнота. Пирятинська протопопія другої половини XVIII ст. (соціологічного-історичний та історико-культурний-демографічний виміри). Львів, 2023. - 420 с.
- Household composition and family structures of Ukrainian Cossacks in the Second Half of the eighteenth century // The History of the Family, Volume 20, Number 1, March 2015. – P. 141-157. https://doi.org/10.1080/1081602X.2014.944552
- Die Erinnerung an die Schlacht von Poltava in der Zeitschrift «Poltavskie Eparchial’nye Vedomosti» in den Jahren 1907 bis 1909 // Religiöse Pluralität als Faktor des Politischen in der Ukraine . – DigiOst. – Band 3 / herausgegeben von Katrin Boeckh and Oleh Turij. – München, Berlin, Leipzig, Washington. D.C., 2015.  – S.333-346.
- Козацька адміністрація та міське самоуправління Полтави у 60-70-х рр. XVIII ст. // Zeszyty Naukowe Uniwersytetu Jagiellońskiego Prace Historyczne, 2016, Numer 143, z.2 (215), s. 343-351.
- Widows and widowers of Poltava in the second half of the 18th century // Przeszłość Demograficzna Polski 37, 2015, nr 4 S.39-60. DOI: 10.18276/pdp.2015.4.37-02.
- Servants in the Hetmanate cities: the case of Poltava city during the 1760-1770s. // Jornal of Family History. - Volume 42, Issue 4, October 2017 - pp. 351–368. Article first published online: September 4, 2017 DOI: https://doi.org/10.1177/0363199017725553   .
- Population distribution of the city of Poltava in the latter eighteenth century by age, gender, and marital status // Eighteenth-Century Ukraine. New Perspectives on Social, Cultural, and Intellectual History.  Montreal: MeGill-Queen’s University Press, 2023. p. 361-391.

## Нагороди та відзнаки
2004 - лауреат премії Полтавської міської ради імені Самійла Величка
2021 - відзначений Почесною грамотою Міністерства і освіти України
2023 - відзначений нагрудним знаком Міністерства і освіти України  "Відмінник освіти"Нагрудний знак МОН України «Відмінник освіти»
2023 - лауреат єпархіальної премії імені преподобного Паїсія Величковського